# نئوکمیا
نئوکمیا (نام علمی: Neochmia) نام یک سرده از تیره سهره بافنده است.

## گونه‌ها
- Red-browed finch, Neochmia temporalis
- Crimson finch, Neochmia phaeton
- سهره ستاره‌ای, Neochmia ruficauda
- سهره سرآلویی or cherry finch, Neochmia modesta